# Aransís (antic municipi)
|  | Aquest article és sobre l'antic municipi d'aquest nom. Per al poble, vegeu Aransís. |

| \| ← \| 1812 — 1970 \| → \|                                                              |                    |   |
| Escut d'armes                                                                            |                    |   |
| Aransís dins de Gavet de la Conca                                                        |                    |   |
| Període històric                                                                         | Edat Contemporània |   |
| • Creació del municipi (Constitució de Cadis)                                            | 1812               |   |
| • Annexió de Sant Martí de Barcedana, Sant Miquel de la Vall i Sant Cristòfol de la Vall | Febrer del 1847    |   |
| • Annexió a Gavet de la Conca                                                            | 1970               |   |
| Altitud                                                                                  | 945 m              |   |
| Superfície                                                                               |                    |   |
| • 1970                                                                                   | 25,38 km2          |   |
| Població                                                                                 |                    |   |
| • 2006                                                                                   | 132                |   |
| ←                                                                                        | 1812 — 1970        | → |

L'antic municipi d'Aransís és un dels tres termes municipials del Pallars Jussà, que foren agrupats el 1970, juntament amb els de Sant Salvador de Toló i de Sant Serni per tal de formar el nou terme municipal de Gavet de la Conca. La meitat nord d'aquest antic terme pertany geogràficament a la Conca Dellà, tot i que és a cavall entre aquesta conca i la de Tremp. El nom oficial del municipi ha variat al llarg dels temps, basculant entre el d'Aransís i el de Sant Miquel de la Vall, l'altra unitat que el compon.
Aransís aportà 25,38 km², dels 90,9 que té el nou municipi de Gavet de la Conca. Una mica més de la quarta part, i és el que queda en segon lloc, després de Sant Salvador de Toló.
Formaven aquest municipi els pobles d'Aransís, cap de districte municipal; Sant Miquel de la Vall, que havia estat cap d'un municipi propi, primer, i del que incloïa Aransís, després; Sant Cristòfol de la Vall i Sant Martí de Barcedana. En els mapes oficials anteriors a la Guerra Civil, entre Aransís i Sant Miquel de la Vall està marcada una línia de separació administrativa de les que marcaven el punt de diferenciació d'un annex del municipi.
Just durant la Guerra Civil, el poble, i el municipi, de Sant Miquel de la Vall canvià el seu nom pel de La Vall del Montsec. El 1939 els nacionals restituïren el nom del sant al del poble i terme.
La pertinença de Sant Martí de la Vall ha estat dubtosa, al llarg dels temps, atès que en diverses avinenteses se l'havia fet constar com a pertanyent a Llimiana. Tanmateix, pot tractar-se d'un error dels cronistes (entre ells Pascual Madoz), ja que l'annex de Sant Miquel de la Vall es troba just al mig dels dos sectors del terme de Llimiana: el principal, a ponent, i el dels Obacs de Llimiana a llevant.
El 1812, amb la promulgació de la Constitució de Cadis, s'instituïren els ajuntaments a tot l'estat, i el d'Aransís sorgí en aquell moment. També tingué ajuntament des del primer moment, anomenat Sant Martí de Barcedana, que incloïa els pobles de Sant Miquel de la Vall i de Sant Cristòfol de la Vall. Aquests són els dos ajuntaments que en ajuntar-se el febrer del 1847 formaren el que amb el pas del temps s'ha anomenat en algunes èpoques Sant Miquel de la Vall i en d'altres Aransís, en ser suprimits els ajuntaments amb menys de 30 veïns (caps de família).
En la proposta derivada de l'informe popularment denominat Informe Roca, la part de l'antic terme de Sant Serni, que comprèn els pobles de Fontsagrada, Gavet i Sant Serni havia de passar a integrar el terme municipal de Tremp, desapareixent el de Gavet de la Conca. La resta de municipi quedava també distribuïda entre altres municipis: Aransís i tot l'antic terme de Sant Salvador de Toló passava a integrar el terme d'Isona i Conca Dellà, el qual, però, havia de passar a denominar-se Isona i Conca d'Orcau, juntament amb els Obacs de Llimiana, i la Vall de Barcedana, que formava part d'aquest antic municipi d'Aransís, amb Sant Cristòfol de la Vall, Sant Martí de Barcedana i Sant Miquel de la Vall havien d'entrar a formar part d'un municipi de nova creació: el de Montsec, juntament amb Castell de Mur, Llimiana i Sant Esteve de la Sarga.

## Etimologia
Es tracta d'una arrel basca, com moltes altres de la zona pirinenca catalana. És la mateixa arrel que dona altres noms de poble: Arans, Arinsal i Ransol (Andorra) i Arànser (Baridà, Baixa Cerdanya), almenys, i alguns topònims bascos, com Arantza. L'origen és la paraula basca arantze, que significa espina, i que, encara, té a l'arrel la paraula aran (vall).
Les formes antigues, documentades a l'edat mitjana (per exemple, en el cens del 1359), són Arentis, Arencis i Arençís, coincidint de sufix amb molts altres pobles, també: Arcalís, Estaís, Ovís...

## Geografia

### Descripció geogràfica

#### Perímetre de l'antic terme
Els límits nord i sud de l'antic terme d'Aransís, coincidents amb els de l'actual de Gavet de la Conca, són molt clars, atès que estan marcats per accidents orogràfics evidents; en canvi, l'oriental i l'occidental no ho són tant, ja que o bé són sistemes orogràfics molt més petits, o són, senzillament, arbitraris, no marcats per relleus ni per cursos d'aigua rellevants.

#### Límit amb l'antic terme de Figuerola d'Orcau (Isona i Conca Dellà)
El límit nord és el riu de Conques, i és exclusivament termenal amb l'antic terme de Figuerola d'Orcau i actual d'Isona i Conca Dellà. És un límit sinuós, recorregut quasi en paral·lel per l'única carretera que passa per aquest terme. Quan el riu de Conques arriba als peus de lo Tossal, que queda al sud-est del riu, just al lloc on hi aflueix el barranc de Guixers, comença el termenal amb l'antic terme de Conques i actual d'Isona i Conca Dellà, el termenal trenca de dret cap al sud; segueix un bon tros el barranc esmentat, i al cap de poc més d'un quilòmetre, el límit municipal s'enfila costes amunt, sempre cap al sud, sense seguir cap carena concreta, fins a arribar ran de la masia de Pijoan, que queda just al sud, però ja fora de terme.

#### Límit amb el terme de Llimiana (els Obacs)
En aquest lloc es troben els tres termes: Isona i Conca Dellà, que queda al nord-est, Llimiana, en el seu enclavament dels Obacs, que queda a llevant, i Gavet de la Conca, que queda a ponent. Antigament eren els termes de Conques, Llimiana i Aransís. Del costat de la masia de Pijoan, la línia del terme s'enfila de dret cap al sud-oest, per atènyer en poc tros el Capolat d'Aransís, de 1.139 m. alt., pertanyent a la Serra dels Obacs, extrem nord de la serra de Sant Gervàs.

#### Límit amb l'annex de Sant Miquel de la Vall
Del Capolat d'Aransís baixa cap a ponent, vinclant-se lleugerament cap a migdia, la Serra de la Vall de Llimiana. L'extrem de llevant d'aquesta serra, just la immediata al Capolat, fa de límit del terme d'Aransís amb el seu annex de Sant Miquel de la Vall. Aquesta serra és el límit meridional del terme vell d'Aransís. La meitat sud queda explicada a l'article dedicat a Sant Miquel de la Vall.

#### Límit amb el terme de Llimiana
Per la serra de la Vall de Llimiana -altituds de 1.094 i 1.079 m.- el termenal d'Aransís va de llevant a ponent, fins que arriba a la segona de les dues cimes esmentades, prop i al sud del poble d'Aransís, on el termenal torç cap a l'oest-nord-oest per seguir la carena on es troba l'Obaga de la Vall.

#### Límit amb el terme de Sant Serni (Gavet de la Conca)
Emprèn la direcció nord-oest i després nord, deixant sempre a prop i a llevant el poble d'Aransís, fins que arriba a lo Pla. En aquest lloc el termenal, sempre cap al nord, va seguint la carena que separa dues valls locals, per l'extrem nord-est de la Serra de Guamis, i va baixant cap al riu de Conques per la carena que separa la Sossiada de Terrassa de la Llau de Font Gotellera. Arriba al riu de Conques just al davant del Pont dels Set Ulls, que queda just a llevant del lloc on es troben, on ha començat aquesta descripció.

### L'interior de l'antic terme
Aransís queda bastant al sud d'aquest sector, en un cap de vall, el del barranc de Xércoles, arrecerat al nord-est per la serra dels Obacs i al sud per la serra de la Vall de Llimiana, que formen el bressol de la capçalera d'aquest barranc. Al vessant nord-est de la serra dels Obacs s'estenen tot de valletes dels barrancs que en davallen per anar a trobar el riu de Conques: barranc de Torrentguixers, afluent per l'esquerra del barranc de Guixers, barranc de la Torre, barranc de la Masia de Graus, barranc de la Masia de Marquès, i barranc de la Masia del Tonyet, que forma la Llau de Font Gotellera, ja esmentada.
Aquesta zona és la que conté la major part de masos d'Aransís: Casa Colomet, Casa Ribó, Masia del Perolet, Masia de l'Escolà, Masia de Llenes, Masia de Benetó, Masia de Llesui, Masia de Guillem, Masia de Badia, Masia de Graus, Masia del Macià, Masia de Ferrer, Masia de Toló, Casa de la Torre del Feliu, Masia Vella del Canonge, Masia o Torre del Marquès (amb capella pròpia, moderna, dedicada a sant Antoni de Pàdua)), Masia del Nin, Claverol, Masia d'Agustí, el Molí del Canonge.
A la vall on es troba el poble d'Aransís, d'altra banda, es troba el poble i a penes res més: l'ermita de sant Fruitós i la Cabana del Nadal. El poble es troba a 945 m. alt. Al voltant del poble hi ha tot de fonts, que formen la capçalera del barranc de Xércoles: la font de la Coma, la del Llumí, la de la Roca...
Les elevacions més altes del terme són el Capolat d'Aransís, de 1.136 m. alt., i el puig dels Tossalets, de 1.143 (anomenat, seguint la parla local, pui dels Tossalets).

### Nuclis de població
| Entitat de població       | Habitants (2006) |
| ------------------------- | ---------------- |
| Aransís                   | 44               |
| Sant Cristòfol de la Vall | 15               |
| Sant Martí de Barcedana   | 30               |
| Sant Miquel de la Vall    | 35               |
| Font: Idescat             |                  |

El poble d'Aransís era el cap de l'antic municipi, que incloïa al sector nord-est del terme, un bon nombre de masies disperses. És, precisament, conegut amb aquest nom: les Masies. Aquest sector constitueix tota la riba esquerra del riu de Conques.
A la vall de Barcedana hi ha els tres altres pobles de l'antic municipi d'Aransís: Sant Cristòfol de la Vall, Sant Martí de Barcedana i Sant Miquel de la Vall. Aquesta vall havia constituït una unitat municipal a la primera part del segle xix, i posteriorment fou cap del municipi que incloïa Aransís, com ha quedat exposat al començament d'aquest mateix article.
| Pobles de l'antic municipi d'Aransís | Pobles de l'antic municipi d'Aransís  | Pobles de l'antic municipi d'Aransís | Pobles de l'antic municipi d'Aransís |
| ------------------------------------ | ------------------------------------- | ------------------------------------ | ------------------------------------ |
| El poble d'Aransís                   | El poble de Sant Cristòfol de la Vall | El poble de Sant Martí de Barcedana  | La vila de Sant Miquel de la Vall    |
| El poble d'Aransís                   | El poble de Sant Cristòfol de la Vall | El poble de Sant Martí de Barcedana  | La vila de Sant Miquel de la Vall    |

## Història
La història d'Aransís va molt lligada a la dels Orcau; de mans dels Orcau passà a mans dels Erill, per emparentament de les dues cases baronals, i ja seguí tot el camí d'aquesta darrera baronia, després comtat, fins que el 1831 pertanyia al Conde de Aranda, que és qui havia assolit les baronies i altres títols nobiliaris en mans dels Erill.
En el cens del 1857 Aransis apareix amb 650 habitants i 125 cèdules personals inscrites, repartides de la manera següent: Aransis, 499 habitants i 95 cèdules; Caseríos, tres, 10 i 3; Rebolla, 3 i 1, San Cristóbal de la Vall, 54 i 10; San Martí de Barcedana, 42 i 8, i San Miguel, 42 i 8.

### L'antic ajuntament de Sant Miquel de la Vall (antes Aransís)
L'alcaldia de Sant Miquel de la Vall, abans Aransís, com consta en els documents oficials de l'any 1897, fou exercida, al llarg dels anys, per les persones següents:
- Antoni Regany (1897)
- Josep Roca i Sirera (1898)
- Josep Regany (1916)

## Llocs d'interès

### Històric
- Poble d'Aransís
- Sant Pere d'Aransís
- Sant Fruitós d'Aransís
- Poble de Sant Cristòfol de la Vall
- Sant Serni de Castellet
- Poble de Sant Martí de Barcedana
- Santa Cecília de Barcedana
- Sant Privat de Barcedana
- Poble de Sant Miquel de la Vall
- Església de Sant Miquel de la Vall
- Castell Sobirà de Sant Miquel de la Vall
- Santa Maria del Castelló Sobirà
- Sant Gervàs del Castelló Sobirà
- Sant Alís (Sant Miquel de la Vall)

### Paisatgístic
- Serra dels Obacs, o de Sant Gervàs
- Serra de la Vall de Llimiana
- Vall del poble d'Aransís
- Vall de Barcedana
- Vistes sobre el Montsec de Rúbies des del castell de Sant Miquel de la Vall
- Vistes sobre la Conca de Tremp, l'Embassament dels Terradets i Llimiana des del castell de Sant Miquel de la Vall

## Activitat econòmica
En el diccionari de Madoz diu que Aransís produïa blat, sègol, ordi, civada, moltes patates, llegums, vi i oli i, en canvi, poca hortalissa i fruita. També esmenta la ramaderia bovina, ovina, fent especial esment a les cabres, i, en canvi, diu que hi ha poca caça de llebres, conills i perdius. Finalment, parla de l'existència d'un molí fariner, propietat de casa Feliu de Figuerola d'Orcau.
Tot i que l'activitat econòmica no és gaire diferent de l'ancestral, a Aransís la base és l'agricultura. Els principals conreus són el blat i l'ordi. També hi ha ametllers i oliveres. Pel que fa a la ramaderia, escassa, es concreta en un parell de ramats d'ovelles i en una explotació porcina.

## Serveis turístics
D'allotjament, a l'antic terme d'Aransís només hi ha les dues cases d'allotjament rural, una d'elles amb restaurant, de Sant Martí de Barcedana. Per a qualsevol altre servei d'aquesta mena cap desplaçar-se a Llimiana, Tremp o Vilamitjana.

## Comunicacions
L'única carretera que enllaça Aransís amb el seu entorn és la carretera local que parteix cap a ponent del quilòmetre 7,5 de la carretera L-912 (Sant Salvador de Toló - C-1412b, a Gavet de la Conca. Aquesta carretera, de quasi set quilòmetres mena al poble d'Aransís, des d'on continua per pistes rurals cap als altres llocs de l'entorn.
Cal tenir en compte, però, que al segle xiii passava per aquest poble un dels primers camins públics oberts expressament de què es té notícia: fou obert pels monjos de Meià per tal d'unir Vilanova de Meià amb Tremp.
La vall on hi ha els pobles de Sant Miquel de la Vall, Sant Cristòfol de la Vall i Sant Martí de Barcedana està enllaçada amb Aransís per aquests camins rurals, tot i que el més còmode és anar a Llimiana a buscar la carretera local, asfaltada, que hi mena.
Aransís no té cap mena de servei públic de transport, si no és el transport escolar, organitzat pel Consell Comarcal del Pallars Jussà, que s'enduu els nois en edat escolar a l'escola pública de Tremp.
Pel límit del terme d'Aransís, amb el de Llimiana, en el seu enclavament dels Obacs, passa una de les carrerades més importants de Catalunya, que servia per al pas dels ramats en el seu camí de baixada cap al pla a la tardor, i de retorn a la muntanya a la primavera.